# Guaporé (kommun)
Guaporé är en kommun i Brasilien.   Den ligger i delstaten Rio Grande do Sul, i den södra delen av landet, 1 500 km söder om huvudstaden Brasília. Antalet invånare är 22 810. Arean är 298 kvadratkilometer.
Terrängen i Guaporé är huvudsakligen lite kuperad.
Följande samhällen finns i Guaporé:
- Guaporé

I omgivningarna runt Guaporé växer i huvudsak städsegrön lövskog. Runt Guaporé är det tätbefolkat, med 319 invånare per kvadratkilometer.